# Cimitero di Sant'Orsola
Il cimitero di Sant'Orsola, ufficialmente denominato camposanto di Santo Spirito, è un cimitero monumentale di Palermo situato in piazza Sant'Orsola 2. Fu il primo cimitero aperto (in Europa) a tutte le classi sociali.

## Storia e descrizione
È il secondo in città per estensione, ed è conosciuto anche come meta turistica. Al suo interno sono tante infatti le tombe, le lapidi di una Palermo nobile di fine '700 e '800. Fu costruito nel 1783 per volere del viceré Domenico Caracciolo attorno alla preesistente Chiesa del Vespro, uno dei maggiori esempi di architettura normanna.
La vasta struttura cimiteriale è visibile da più quartieri per via sia delle elevate altezze delle costruzioni sepolcrali, che delle luci votive che illuminano le lapidi.

## Alcune personalità sepolte nel cimitero monumentale

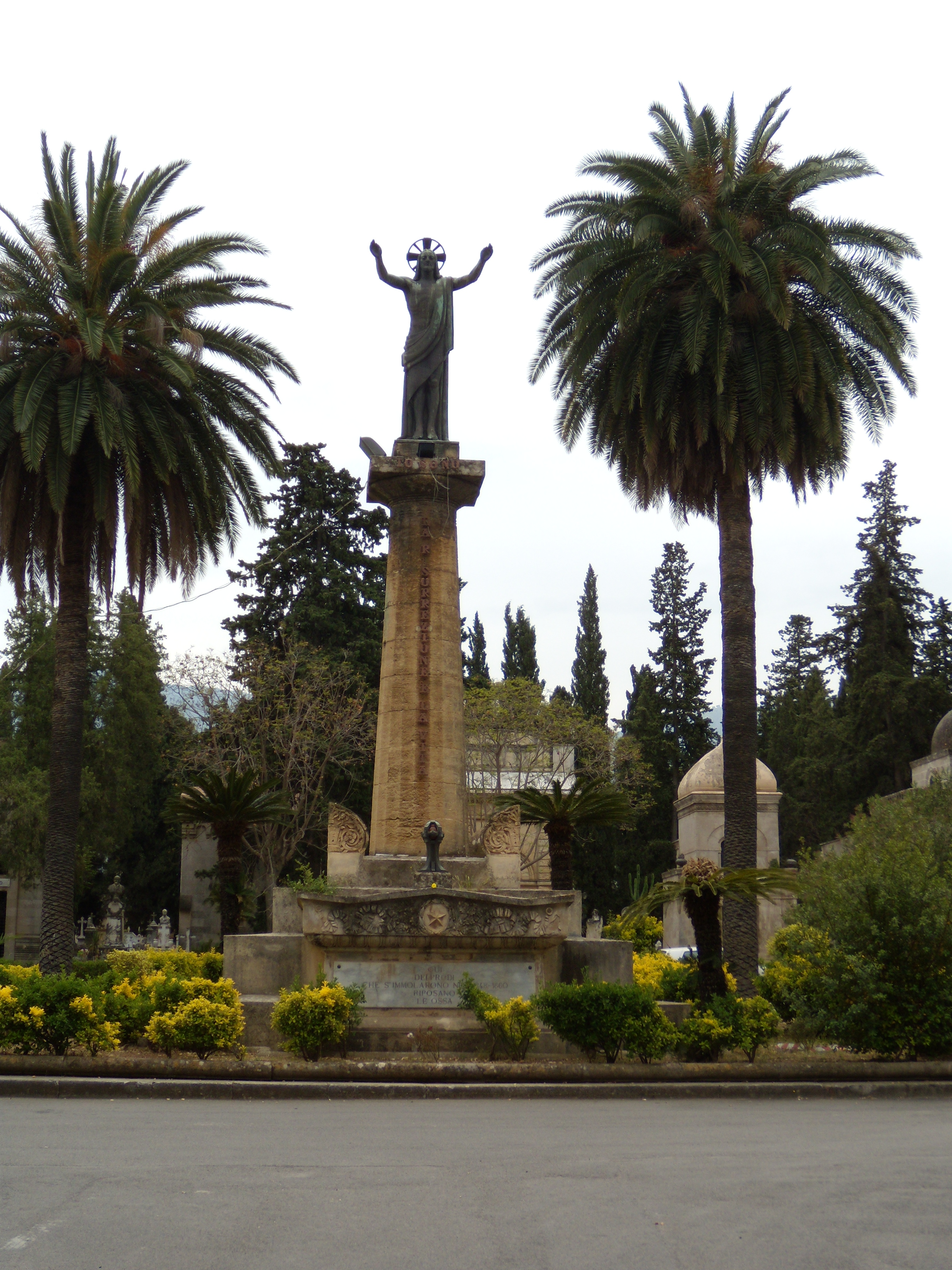
Monumento commemorativo ai Caduti del 1848 e del 1860 di Giuseppe Damiani Almeyda

- Enzo Andronico (1924 - 2002), attore e comico
- Elisa Maria Boglino (1905 - 2002), pittrice italo-danese
- Ninni Cassarà (1947 - 1985), vice questore della Polizia (ucciso dalla mafia)
- Eustachio Catalano (1893 - 1975), pittore e docente'
- Giuseppe Damiani Almeyda (1834 - 1911), ingegnere e architetto
- Vittorio Ducrot (1867 - 1942), imprenditore, designer e politico italiano (di origine francese)
- Francesco Garufi (1883 - 1929), scultore
- Amedeo Garufi (1918 - 2003), scultore
- Gaetano Geraci (1869 - 1931), scultore
- Libero Grassi (1924 - 1991), imprenditore (ucciso da cosa nostra)
- Francesco Lojacono (1838 - 1915), pittore
- Rosario La Duca (1923 - 2008), storico dell'arte, ingegnere, politico e accademico
- Luigi Natoli (1857 - 1941), scrittore
- Antonio Perdichizzi (1837 - 1909), pittore
- Mario Rutelli (1859 - 1941), scultore
- Fulco di Verdura (1898 - 1978), nobile e artista italiano (è tumulato nella tomba di famiglia)

In passato il cimitero ha anche accolto le salme di:
- Luigi Filippo Roberto d'Orléans (1869 - 1926), esploratore e politico francese (noto con il titolo di duca d'Orléans, morto a Palermo, fu sepolto nella cappella Scardina in attesa di essere trasferito nella cappella reale di Dreux, il 12 maggio 1931)
- Giovanni Falcone (1939 - 1992), magistrato (morto nella strage di Capaci, dal 2015 riposa nella chiesa di San Domenico;[2] anche le spoglie della moglie, il magistrato e docente universitaria Francesca Morvillo, sono state trasferite, nel 2016, nel cimitero di Santa Maria dei Rotoli a Palermo)[3]
- Padre Pino Puglisi (1937 - 1993), presbitero (ucciso dalla mafia, è stato tumulato nella cappella dei Santi Euno e Giuliano appartenente all'omonima confraternita fino al 15 aprile 2013, giorno in cui la salma è stata traslata alla cattedrale di Palermo)

## Opere d'arte

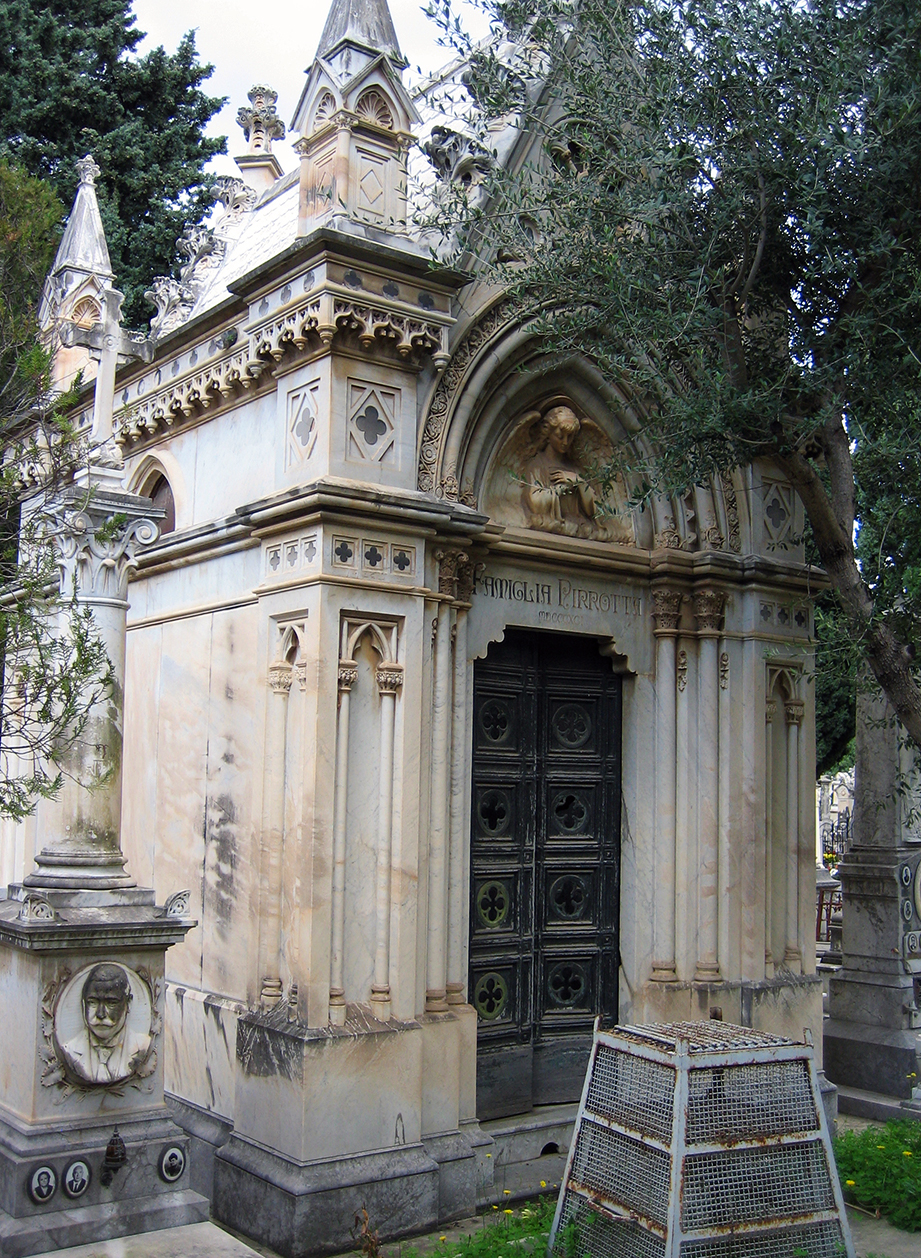
Francesco Paolo Palazzotto, Cappella Pirrotta, Cimitero di S. Orsola, Palermo, 1891

- Monumento funebre di Pellegra Gravina di Montevago e Bonanno (1855), progettata dall'architetto Emmanuele Palazzotto
- Monumento Varvaro (1882 ca.), dello scultore Domenico Costantino
- Monumento ai caduti del 1848 e del 1860 (1885), progettato da Giuseppe Damiani Almeyda
- Monumento sepolcrale Saija (1892), dello scultore Michele Tripisciano
- Tomba Raccuglia (1899), realizzata dall'architetto Ernesto Basile
- Cappella Guarnaschelli (1899), sempre del Basile
- Cappella Pirrotta (1891), realizzata dall'architetto Francesco Paolo Palazzotto
- Cappella Merlo (1891), realizzata sempre dall'architetto Francesco Paolo Palazzotto
- Cappella Caronia, dell'architetto Francesco Paolo Palazzotto
- Cappella Rutelli (ca. 1900), opera dell'ingegner Ernesto Armò
- Tomba Zito (1903), opera dell'ingegnere Michele La Cavera e dello scultore Gaetano Geraci
- Monumento Mallo (1903), realizzato dallo scultore Pasquale Civiletti
- Monumento sepolcrale Gioia (1905), opera dello scultore Vincenzo Ragusa
- Monumento bronzeo ad Amalia Natoli-Alaimo (1924), realizzato dallo scultore Antonio Ugo
- Cappella Benfratello (1930), realizzata dall'architetto Salvatore Benfratello
- Cappella Barresi (1931), realizzata dall'architetto Emanuele Palazzotto jr.
- Sepoltura Pavone con una Madonna in preghiera (1939) di Cosmo Sorgi